# ঋ
Cette page contient des caractères spéciaux ou non latins. S’ils s’affichent mal (▯, ?, etc.), consultez la page d’aide Unicode.
ঋ, transcrit r̥, est une voyelle de l’alphasyllabaire assamais-bengali.

## Représentations informatiques
Ses caractères Unicode sont :
| formes       | représentations | chaînes de caractères | points de code | descriptions                            | note |
| ------------ | --------------- | --------------------- | -------------- | --------------------------------------- | ---- |
| indépendante | ঋ               | ঋ                     | U+098B         | lettre bengali r vocalique              |      |
| dépendante   | ◌ৃ               | ৃ                      | U+09C3         | diacritique voyelle bengali r vocalique |      |